# 帕德列采韋
47°43′1″N 29°18′17″E / 47.71694°N 29.30472°E
帕德雷采韋（烏克蘭語：Падрецеве）是位於烏克蘭西南部的村莊，由敖德萨州波季利斯克区的庫亞利尼克市鎮負責管轄。該村始建於1907年，面積0.2平方公里，海拔高度147米，2001年人口34，人口密度每平方公里170人。